# San Clemente (Kalifornija)
San Clemente je grad u američkoj saveznoj državi Kalifornija. Prema popisu stanovništva iz 2010. u njemu je živjelo 63.522 stanovnika.